# Bestobe
Bestobe (ryska: Бестобе) är en ort i Kazakstan.   Den ligger i oblystet Aqmola, i den nordöstra delen av landet, 180 km nordost om huvudstaden Astana. Bestobe ligger 174 meter över havet och antalet invånare är 7 189.
Terrängen runt Bestobe är platt. Runt Bestobe är det mycket glesbefolkat, med 3 invånare per kvadratkilometer. Trakten runt Bestobe består i huvudsak av gräsmarker.